# Баттерфилд, Джейкоб
Джейкоб Люк Баттерфилд (англ. Jacob Luke Butterfield; 10 июня 1990, Брадфорд) — английский футболист, атакующий полузащитник английского клуба «Лутон Таун».

## Клубная карьера

### «Барнсли»
Баттерфилд — воспитанник молодёжной академии «Барнсли». В первой команде Джейкоб дебютировал 29 августа 2007 года, выйдя на замену в матче Кубка Лиги против «Ньюкасл Юнайтед» (0:2). 6 апреля 2008 года принял участие в полуфинальной встрече Кубка Англии 2007/08 на Уэмбли против «Кардифф Сити» (0:1).
8 августа 2009 года Баттерфилд забил свой первый гол в профессиональной карьере, поразив ворота «Шеффилд Уэнсдей» на Хиллсборо, встреча завершилась результативной ничьей (2:2).
17 сентября 2011 года Джейкоб впервые вышел с капитанской повязкой в матче с «Уотфордом» (1:1), став в возрасте 21 года самым юным капитаном «Барнсли» за всю историю.
В первой половине чемпионата 2011/12 Баттерфилд показывал выдающуюся игру, отметившись 5 забитыми мячами, но 31 декабря 2011 года в матче с «Лидсом» получил разрыв передних крестообразных связок колена и выбыл из строя до конца сезона.

### «Норвич Сити»
3 июля 2012 года Баттерфилд подписал контракт сроком на 4 года с «Норвич Сити». Несмотря на то, что полузащитник находился в статусе свободного агента, «Барнсли» получил компенсацию, как за игрока, не достигшего 23-летнего возраста. В составе «канареек» Баттерфилд дебютировал 25 сентября в матче Кубка Лиги против «Донкастер Роверс» (1:0).
8 ноября 2012 года Джейкоб отправился в месячную аренду в «Болтон Уондерерс», дебютировав 17 ноября в ничейной игре со своим бывшим клубом «Барнсли» (1:1). 1 декабря аренда была продлена на месяц, а 3 января 2013 года полузащитник вернулся в «Норвич Сити».
16 января 2013 года Баттерфилд был арендован другим клубом Чемпионшипа — «Кристал Пэлас». Дебют полузащитника состоялся 19 января в матче против «Болтона» (0:0). 5 марта Джейкоб сыграл последнюю игру за «Пэлас» против «Халл Сити» (4:2) и в конце месяца вернулся в стан «канареек».

### «Мидлсбро»
2 сентября 2013 года Баттерфилд подписал трёхлетний контракт с «Мидлсбро», сумма сделки составила около £500 тыс. Дебютировал 14 сентября во встрече против «Ипсвич Таун» (1:3). 5 октября 2013 года в матче с «Йовил Таун» (4:1) Баттерфилд забил свой первый мяч за «речников».

### «Хаддерсфилд Таун»
13 августа 2014 года в результате обмена между клубами перешёл из «Мидлсбро» в «Хаддерсфилд Таун», а в обратном направлении проследовал капитан «Хаддерсфилда» Адам Клейтон.

## Международная карьера
Джейкоб вызывался в молодёжную сборную Англии, но сыграл в её составе всего 1 матч.